# Joe Shipp
Joseph Delano Shipp, detto Joe (Los Angeles, 25 febbraio 1981), è un ex cestista statunitense, professionista nella NBDL, in Europa, Asia, Oceania e Sudamerica.

## Palmarès
- Campione NBDL (2006)
- Campione del Messico (2010)